# كاي مولر
كاي مولر (بالنرويجية البوكمول: Kai Møller)‏ هو سياسي نرويجي، ولد في 22 مايو 1859 في هالدن في النرويج، وتوفي في 22 سبتمبر 1940 في فريدريكستاد في النرويج. حزبياً، نشط في الحزب الليبرالي. وقد انتخب عضو برلمان النرويج ‏.